# ساختمان جی. ادگار هوور
ساختمان جی. ادگار هوور (به انگلیسی: J. Edgar Hoover Building) یک ساختمان اداری واقع در خیابان پنسیلوانیا در شهر واشینگتن ایالات متحده آمریکا و مقر اداره تحقیقات فدرال آمریکا است. این ساختمان به یاد جی. ادگار هوور، اولین رئیس اف‌بی‌آی نام‌گذاری شده‌است که نزدیک به پنج دهه رئیس این سازمان بود.

## ساخت
طرح‌ریزی این ساختمان در سال ۱۹۶۲ انجام شد. آغاز ساخت‌وساز آن در ماه مارس ۱۹۶۵ کلید خورد و در نهایت پس از یک دهه با هزینه صرف‌شده ۱۲۶ میلیون دلاری، توسط جرالد فورد، رئیس‌جمهور آمریکا در آن زمان، در سال ۱۹۷۵ افتتاح شد.

## زمزمه تخریب
به دلیل استاندارد نبودن و کمبود فضای ساختمان، برنامه تغییر مکان اف‌بی‌آی در سال ۲۰۱۳ آغاز شد. از جمله مکان‌های پیشنهادی حومه شهر واشینگتن، ایالت ویرجینیا و ایالت مریلند بود. دونالد ترامپ در سال ۲۰۱۷، برنامه تغییر مکان را متوقف کرد و به جای آن برنامه تخریب و بازسازی ساختمان کنونی، در دستور کار قرار گرفت.